# Catalão Airport
Catalão Airport är en flygplats i Brasilien.   Den ligger i kommunen Catalão och delstaten Goiás, i den sydöstra delen av landet, 270 km söder om huvudstaden Brasília. Catalão Airport ligger 808 meter över havet.
Terrängen runt Catalão Airport är lite kuperad. Närmaste större samhälle är Catalão, 7,5 km nordväst om Catalão Airport.
Omgivningarna runt Catalão Airport är huvudsakligen savann. Runt Catalão Airport är det glesbefolkat, med 12 invånare per kvadratkilometer.